# Ytterstgrund, Korsnäs
Ytterstgrund är en udde i Finland.   Den ligger i den ekonomiska regionen  Sydösterbotten och landskapet Österbotten, i den sydvästra delen av landet, 300 km nordväst om huvudstaden Helsingfors.
Terrängen inåt land är mycket platt. Havet är nära Ytterstgrund västerut. Runt Ytterstgrund är det glesbefolkat, med 9 invånare per kvadratkilometer. Närmaste större samhälle är Korsnäs, 12,6 km nordost om Ytterstgrund. I omgivningarna runt Ytterstgrund växer i huvudsak blandskog.